# Křešice (Olbramovice)
Křešice je malá vesnice, část obce Olbramovice v okrese Benešov. Nachází se asi 2 km na jihozápad od Olbramovic. Prochází zde silnice I/18. V roce 2018 zde bylo evidováno 50 adres. Křešice leží v katastrálním území Křešice u Olbramovic o rozloze 8,18 km². V katastrálním území Křešice u Olbramovic leží i Babice, Podolí, Radotín a Slavkov.

## Historie
První písemná zmínka o vesnici pochází z roku 1390. Nějakou dobu patřila k janovickému panství. Jeden z majitelů byl z nedaleké Kosovy Hory.
V letech 1869–1890 byly Křešice osadou obce Srbice v okrese Sedlčany, později 1900–1930 obcí sedlčanského okresu. Od roku 1950 do roku 1961 obec v okrese Votice a od roku 1961 se Křešice staly částí obce Olbramovice v okrese Benešov. V roce 1869 měly Křešice 233 obyvatel. Od té doby počet obyvatel s malými výjimkami klesal, v roce 1930 už byl jen 175 obyvatel, v roce 1950 pak 135 obyvatel. V roce 1869 bylo 21 domů, roku 1930 však již 34 domů, v roce 1950 jeden dům přibyl a v roce 2001 bylo v místě již 39 domů na 87 obyvatel.
Pýchou Křešic měla být moderní bramborárna, linka na zpracování sklizených brambor z NDR. Po roce 1989 linka zanikla.
V letech 1900–1950 k vesnici patřila Babice.

## Přírodní poměry
V severní části katastrálního území Křešice u Olbramovic leží přírodní památka Slavkov.

## Pamětihodnosti
V obci byla tvrz, jejíž nepatrné náznaky jsou volně přístupny v terénu. Podle lidového vyprávění byla tvrz obklopená vodou a ze jejího okolí zbyly pouze mohutné duby na hrázi rybníka. Kdysi v přilehlé usedlosti bydleli Štekerovi (možná se psali německy). Tvrz se uvádí poprvé 1543, ale již jako pustá. Po roce 1578 byla obnovena (snad u oněch dubů v jiné poloze), ale záhy opět pustne a zaniká.
Dále je ve vsi zemědělský dvůr – statek (čp. 27), památkově chráněný od roku 1958. Nad vsí se tyčí mohutná zachovalá barokní sýpka, která byla barokně přestavěna ze starší renesanční budovy, je to možná další poloha tvrze. Špýchar zatím není památkově chráněn. V obci je také skupina velmi starých dubů na hrázi rybníka na soukromém pozemku, ještě koncem minulého století jich bylo o dva více. Zbytky dvou budov na svahu pod Špýcharem podle všeho jsou zbytky chalup, které byly ze strategických důvodů odstraněny za druhé světové války (obec byla na hranici vyklizeného prostoru Neveklovska), druhou možností je, že jde o pozůstatky zaniklé tvrze.
Podle informační tabule v roce 1922 kopal hostinský Havránek proti dvoru základy pro lednici a narazil na rozsáhlé zasypané spáleniště kusy zdí, různých kostí a střepů. Bylo nalezeno i 15 zachovalých překrásných kachlů ze 16. století, které pocházely patrně z kamen rytířského sálu. Na každém z nich byla reliéfní výzdoba. Kachle jsou nyní v depozitáři mimo tří kusů, vystavených v muzeu ve vlašimském zámku.
Původně byly v centru osady dva rybníky, nyní je v místě nádrž, rybníček za hospodou byl zcela zasypán. V obci je zvonička se soškou Panny Marie s pamětní deskou obětem druhé světové války. Za obcí je řada dalších rybníků.

## Doprava
V obci je autobusová zastávka. Restaurace U Kaštanu je oblíbená místních i u projíždějících automobilistů. Nejbližší vlaková stanice je v Olbramovicích (na hlavní trati (Praha) – Benešov u Prahy – České Budějovice, č. 220) a další je zastávka v Vrchotových Janovicích (na pobočné trati č. 223 Olbramovice–Sedlčany).